# Roc (mitologia)
El roc (del persa رخ rokh) és un ocell gegant de la mitologia persa i àrab, cèlebre per la seva aparició a Les mil i una nits i les històries de Marco Polo.
Fins a època recent es creia que era un animal real, identificat amb algunes espècies africanes de predadors similars a l'àliga o amb el trencalòs, però estudis textuals han comprovat que es tracta d'un mite hereu d'altres criatures similars a Orient; concretament se'n troben antecedents als relats egipcis i hindús sobre ocells meravellosos que combinen un vessant de monstre amb un de semidéu o criatura màgica aliada dels herois.
La col·lecció de contes Les mil i una nits inclou contes "La història del Rukh d'Abd al-Rahman el Magribí" i "Sinbad el mariner", ambdós incorporen l'ésser mítc conegut com a Roc.
La seva recuperació per part del gènere literari de la fantasia l'ha convertit en un personatge habitual en llibres i videojocs contemporanis, com els de la saga Zelda o a Magic: The Gathering.